# Аттіміс
Аттіміс (італ. Attimis) — муніципалітет в Італії, у регіоні Фріулі-Венеція-Джулія,  провінція Удіне.
Аттіміс розташований на відстані близько 490 км на північ від Рима, 75 км на північний захід від Трієста, 14 км на північ від Удіне.
Населення — 1822 особи (2014).

## Демографія
Населення за роками:

Станом на 1 січня 2023 року в муніципалітеті офіційно проживали 84 іноземці з 29 країн, серед них 34 громадяни країн Євросоюзу та 2 громадяни України.

## Сусідні муніципалітети
- Фаедіс
- Німіс
- Поволетто
- Тайпана